# Lecane bulla
Lecane bulla är en hjuldjursart som först beskrevs av Gosse 1851.  Lecane bulla ingår i släktet Lecane och familjen Lecanidae. Arten är reproducerande i Sverige.

## Underarter
Arten delas in i följande underarter:
- L. b. bulla
- L. b. diabolica